# ルーアン大聖堂 (モネ)
ルーアン大聖堂（ルーアンだいせいどう、仏: Cathédrales de Rouen）は、フランスの画家クロード・モネが1892年から1894年にかけて、ルーアンの大聖堂をモティーフに制作した連作。

## 制作過程

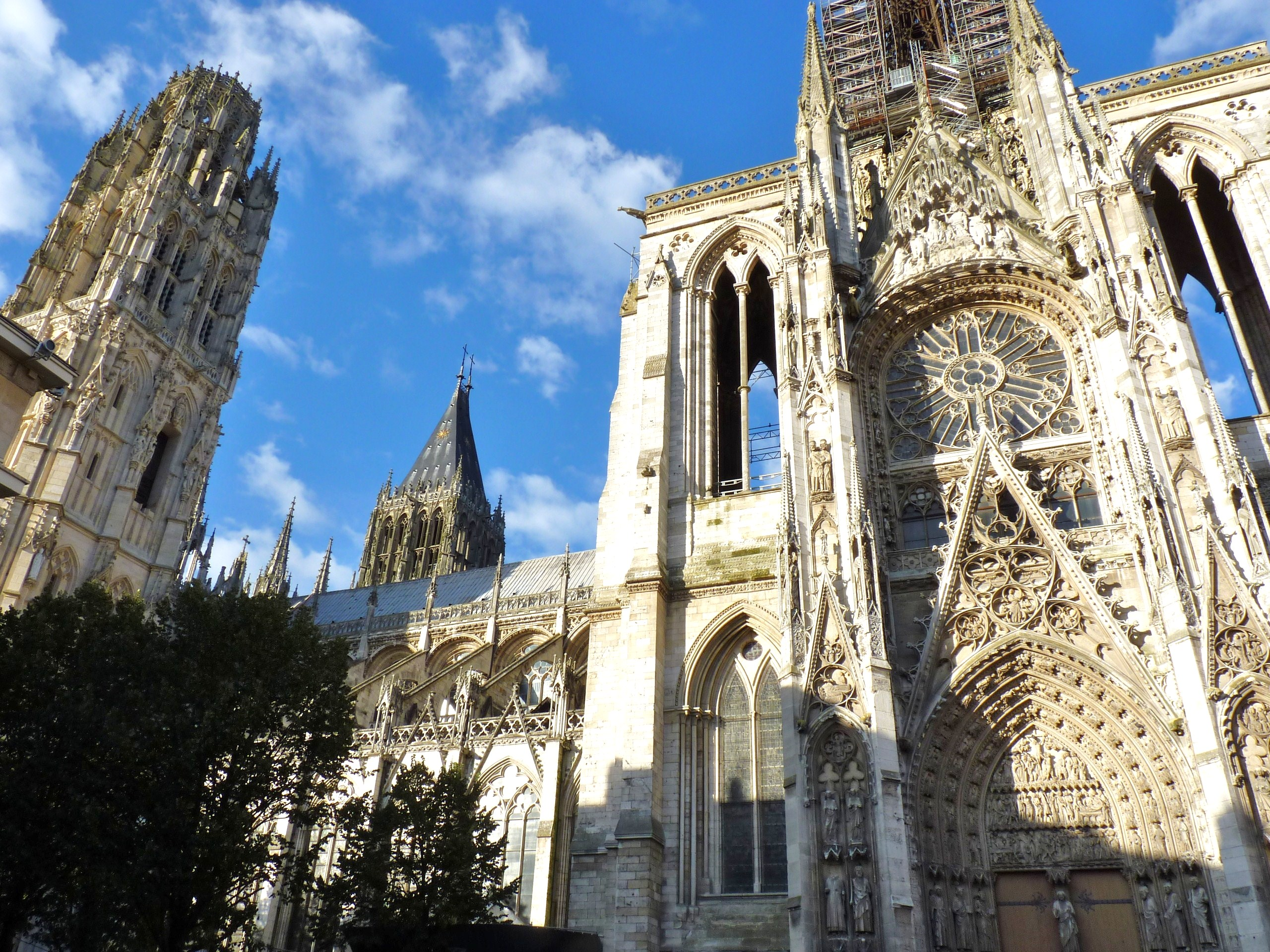
ルーアン大聖堂のファサード。

当時ジヴェルニーに住んでいたモネは、1892年と1893年、ノルマンディー地方のルーアンに取材旅行に出かけ、大聖堂の西側正面の建物にイーゼルを構え、わずかに異なる3つの場所から、連作を描いた。そして、ジヴェルニーに戻って、アトリエで仕上げた。作品の数は30バージョンにも上る。
モネは、既に、移り変わる光の影響を捉えようとした「積みわら」や「ポプラ並木」の連作を手がけていたが、「ルーアン大聖堂」連作では、同一のモティーフがほとんど同じ角度から描かれているため、光の推移による変化がよりはっきり捉えられている。
ジヴェルニーの家にいる妻アリスに対し、1892年4月3日の手紙で、次のように書いている。
1895年5月、「ルーアン大聖堂」の20バージョンをポール・デュラン＝リュエル画廊の「モネ近作展」で展示した。ポール・シニャックは、日記の中で「素晴らしく仕上げられた壁」と評し、カミーユ・ピサロは、息子リュシアン宛の手紙「僕はそこに、僕自身があれほど求め続けてきた素晴らしい統一性を見出している。」と書いている。

## 作品情報
| 画像 | 作品名                                                           | 制作時期    | 作品詳細                          | W番号 | 所蔵                                                                     | 注 |
| ---- | ---------------------------------------------------------------- | ----------- | --------------------------------- | ----- | ------------------------------------------------------------------------ | --- |
|      | ルーアン大聖堂：正面から見た扉口（茶色のハーモニー）             | 1892年      | 油彩、キャンバス、107 × 74 cm     | W1319 | フランス オルセー美術館（パリ）(RF 2779)                                 | “La cathédrale de Rouen. Le portail vu de face”. Musée d'Orsay. 2016年12月20日閲覧。                                                        |
|      | ルーアン大聖堂：ファサードの習作                                 | 1892年      | 油彩、キャンバス                  | W1320 | 個人コレクション                                                         | “Monet’s Rouen Cathedral (1892-4)”. Simon Abrahams. 2017年1月8日閲覧。                                                                      |
|      | ルーアン大聖堂：扉口、曇天                                       | 1892年      | 油彩、キャンバス、100.2 × 65.4 cm | W1321 | フランス オルセー美術館（パリ）(RF 1999)                                 | “La cathédrale de Rouen. Le portail, temps gris”. Musée d'Orsay. 2017年1月8日閲覧。                                                         |
|      | ルーアン大聖堂：扉口、昼下り                                     | 1893年      | 油彩、キャンバス                  | W1322 | 個人コレクション                                                         | |
|      | ルーアン大聖堂：日没（グレーとピンクのシンフォニー）             | 1892-94年   | 油彩、キャンバス、100 × 65 cm     | W1323 | イギリス カーディフ国立博物館（カーディフ）(NMW A 2482)                  | “Rouen Cathedral: Setting Sun”. National Museum Cardiff. 2016年12月20日閲覧。                                                               |
|      | ルーアン大聖堂：西面、陽光                                       | 1894年      | 油彩、キャンバス、100.1 × 65.8 cm | W1324 | アメリカ合衆国 ナショナル・ギャラリー（ワシントンD.C.）(1963.10.179)     | “Rouen Cathedral, West Façade, Sunlight”. National Gallery of Art. 2016年12月20日閲覧。                                                     |
|      | ルーアン大聖堂：扉口（陽光）                                     | 1894年      | 油彩、キャンバス、99.7 ×65.7 cm   | W1325 | アメリカ合衆国 メトロポリタン美術館（ニューヨーク）(30.95.250)           | “Rouen Cathedral: The Portal (Sunlight)”. The Metropolitan Museum of Art. 2016年12月20日閲覧。                                              |
|      | ルーアン大聖堂：日没                                             |             | 油彩、キャンバス、100 × 66 cm     | W1326 | ロシア プーシキン美術館（モスクワ）(Ж-3312)                              | “Руанский собор вечером”. The Pushkin State Museum of Fine Arts. 2017年1月9日閲覧。                                                         |
|      | ルーアン大聖堂：ファサード（日没）                               | 1892-94年   |                                   | W1327 | フランス マルモッタン・モネ美術館                                        | |
|      | ルーアン大聖堂                                                   | 1892年      | 油彩、キャンバス、100.4 × 65.4 cm | W1328 | 日本 ポーラ美術館（箱根町）                                              | “ルーアン大聖堂”. ポーラ美術館. 2016年12月20日閲覧。                                                                                        |
|      | ルーアン大聖堂：赤、陽光                                         | 1893年      |                                   | W1329 | セルビア セルビア国立博物館（ベオグラード）                              | |
|      | ルーアン大聖堂：扉口とアルバーヌ塔、悪天候                       | 1894年      | 油彩、キャンバス                  | W1345 | フランス ルーアン美術館 (909.32)                                         | “La Cathédrale de Rouen. Le Portail et la tour d’Albane. Temps gris”. Réunion des Musées Métropolitains Rouen Normandie. 2017年1月8日閲覧。 |
|      | ルーアン大聖堂：扉口とサン＝ロマン塔、朝の効果（白のハーモニー） | 1893年      | 油彩、キャンバス、106.5 × 73.2 cm | W1346 | フランス オルセー美術館（パリ）(RF 2001)                                 | “La cathédrale de Rouen. Le portail et la tour Saint-Romain, effet du matin”. Musée d'Orsay. 2017年1月8日閲覧。                             |
|      | ルーアン大聖堂：扉口（朝の効果）                                 | 1894年      | 油彩、キャンバス、107 × 74 cm     | W1347 | スイス バイエラー財団                                                    | “La cathédrale de Rouen: Le portail (Effet du matin), 1894”. Fondation Beyeler. 2017年1月8日閲覧。                                          |
|      | ルーアン大聖堂：ファサードとアルバーヌ塔（朝の効果）             | 1894年      | 油彩、キャンバス、106.1 × 73.9 cm | W1348 | アメリカ合衆国 ボストン美術館 (24.6)                                     | “Rouen Cathedral Façade and Tour d'Albane (Morning Effect)”. Museum of Fine Arts, Boston. 2017年1月8日閲覧。                                |
|      | 霧の中のルーアン大聖                                             | 1894年      |                                   | W1349 | 個人コレクション                                                         | “Rouen Cathedral in the Fog”. Wikiart.org. 2017年1月8日閲覧。                                                                               |
|      | ルーアン大聖堂：昼（扉口とアルバーヌ塔）                         | 1894年      | 油彩、キャンバス                  | W1350 | ロシア プーシキン美術館（モスクワ）(Ж-3313)                              | “Руанский собор в полдень (Портал и башня дАлбань)”. The Pushkin State Museum of Fine Arts. 2017年1月9日閲覧。                              |
|      | ルーアン大聖堂：西ファサード                                     | 1894年      | 油彩、キャンバス、100.1 × 65.9 cm | W1351 | アメリカ合衆国 ナショナル・ギャラリー（ワシントンD.C.）(1963.10.49)      | “Rouen Cathedral, West Façade”. National Gallery of Art. 2016年12月20日閲覧。                                                               |
|      | ルーアン大聖堂：ファサード（朝の効果）                           | 1892-94年   |                                   | W1352 | ドイツ フォルクヴァンク美術館（エッセン）                                | |
|      | ルーアン大聖堂：扉口、朝の効果                                   | 1894年      |                                   | W1353 | 個人コレクション                                                         | |
|      | ルーアン大聖堂：朝の効果                                         | 1894年      | 油彩、キャンバス、100.3 × 65.1 cm | W1354 | アメリカ合衆国 J・ポール・ゲティ美術館（ロサンゼルス、ゲティ・センター） | “The Portal of Rouen Cathedral in Morning Light”. The J. Paul Getty Trust. 2016年12月20日閲覧。                                             |
|      | ルーアン大聖堂：扉口、朝の陽光（青のハーモニー）                 | 1893年      | 油彩、キャンバス、92.2 × 63 cm    | W1355 | フランス オルセー美術館（パリ）(RF 2000)                                 | “La cathédrale de Rouen. Le portail, soleil matinal”. Musée d'Orsay. 2017年1月8日閲覧。                                                     |
|      | ルーアン大聖堂：ファサード                                       | 1894年      | 油彩、キャンバス、100.6 × 66.0 cm | W1356 | アメリカ合衆国 ボストン美術館 (39.671)                                   | “Rouen Cathedral, Façade”. Museum of Fine Arts, Boston. 2017年1月8日閲覧。                                                                  |
|      | ルーアン大聖堂：扉口                                             | 1894年      | 油彩、キャンバス、100 × 65 cm     | W1357 | ドイツ ヴァイマル州立美術館                                              | |
|      | ルーアン大聖堂：陽光のファサード                                 | 1892-94年頃 | 油彩、キャンバス、106.7 × 73.7 cm | W1358 | アメリカ合衆国 クラーク美術館（マサチューセッツ州ウィリアムズタウン）    | “Rouen Cathedral, the Façade in Sunlight”. The Clark Art Institute. 2017年1月8日閲覧。                                                      |
|      | ルーアン大聖堂：扉口                                             |             |                                   | W1359 | 個人コレクション                                                         | |
|      | 扉口とサン＝ロマン塔、陽光                                       | 1893年      | 油彩、キャンバス、107 × 73.5 cm   | W1360 | フランス オルセー美術館（パリ）(RF 2002)                                 | “La cathédrale de Rouen. Le portail et la tour Saint-Romain, plein soleil”. Musée d'Orsay. 2017年1月8日閲覧。                               |
|      | ルーアン大聖堂                                                   |             |                                   | W1361 | 個人コレクション                                                         | |